# Liste de noms de groupes aborigènes d'Australie

Proportion de la population parlant des langues aborigènes lors du recensement de 2011.

Cette liste de noms de groupes aborigènes d'Australie comprend des noms et des désignations collectives qui ont été appliqués, actuellement ou dans le passé, à des groupes d'Aborigènes d'Australie. La liste ne comprend pas les peuples indigènes du détroit de Torrès, qui sont ethniquement, culturellement et linguistiquement distincts des Aborigènes d'Australie, bien qu'ils soient également un peuple indigène australien.
Généralement, les peuples aborigènes australiens sont différenciés par groupes linguistiques,. La plupart des Aborigènes pourraient nommer un certain nombre de groupes dont ils sont membres, chaque groupe étant défini selon des critères différents et se chevauchant souvent. Beaucoup des noms énumérés ci-dessous sont à proprement parler des noms de langue ou de dialecte ; certains sont simplement le mot signifiant homme ou personne dans la langue associée ; certains sont des endonymes (le nom tel qu'il est utilisé par le peuple lui-même) et certains exonymes (des noms utilisés par un groupe pour un autre), tandis que d'autres sont des gentilés (des termes désignant des personnes provenant de zones géographiques spécifiques).

## Liste
L'orthographe choisie est celle donnée par Horton[1] et Tindale[2].
Une liste de 722 noms de référence de langues et de dialectes australiens et tasmaniens a été obtenue en recherchant des variétés « confirmées » à l'Australian Institute of Aboriginal and Torres Strait Islander Studies (en) (AIATSIS) le 13 février 2019, soit une augmentation de 8 par rapport aux cinq années précédentes, avec un retrait. 164 langues possibles avec des données « potentielles » sont répertoriées, contre 100 cinq ans auparavant. Les langues non confirmées et les langues possibles sans données ne sont pas répertoriées.
La plupart des langues aborigènes sont regroupées dans la famille des langues pama-nyungan, présente dans 90 % de l'Australie continentale. Les autres se répartissent en 27 autres familles, présentes seulement dans l'extrême nord,.
Ces langues, plusieurs centaines il y a trois siècles, sont pour la plupart disparues ou en voie de disparition. Comme elles n'avaient pas de tradition écrite et que beaucoup n'ont pas été étudiées par les linguistes, les relations entre elles ne sont pas très claires, mais de nombreuses études s'efforcent d'améliorer notre connaissance dans ce domaine.
La localisation géographique des groupes aborigènes d'Australie est découpée comme suit :

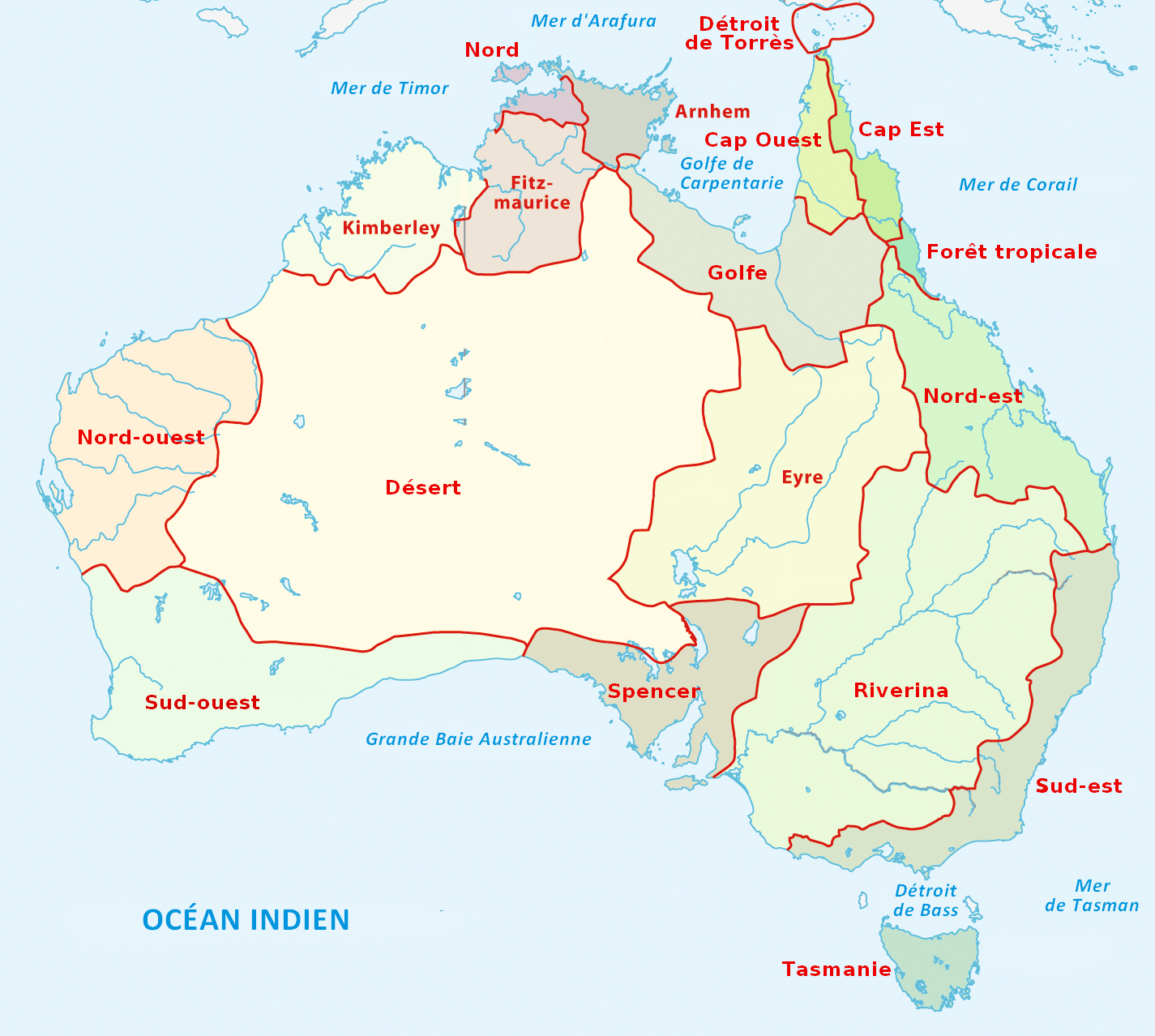
Régions AIATSIS.

### A
| Groupes linguistiques                        | Noms alternatifs ou (sous-)groupes de composants | Localisation géographique | Région AIATSIS |
| -------------------------------------------- | --- | ------------------------- | -------------- |
| Alawa (en)[1],[2]                            | Alaua, Allawa, Allaua, Allua, Allowa, Alowa, Leealowa, Kalawa, Kallaua, Allowiri, Allaura, Galleewo | Territoire du Nord        | Desert         |
| Alura (en)[2]                                | Allura Alura, Hallura, Nallura, Jaminjung, lillup | Territoire du Nord        |                |
| Alyawarre (en)[1]                            | Iliaura[2], Illiaura, Iljaura, Ilyaura, Ilyowra Illyowra, Illura, Aliawara, Alyawara, Alyawarra, Ilawara, Jaljuwara, Yalyuwara, Alyawarr | Territoire du Nord        | Desert         |
| Amangu (en)[1],[2]                           | Emangu, Amandyo, Ying, Champion Bay, Geraldton | Australie-Occidentale     | Southwest      |
| Amarak (en)[1],[2]                           | Amarag, Amuruk, Amurag, Amurrak, Ngamurak, Ngamurag, Umuriu, Umoreo | Territoire du Nord        |                |
| Amijangal (en)[2]                            | Ami, Amijangal | Territoire du Nord        |                |
| Anēwan (en)[2]                               | Anaywan, Anewan, Nowan, Enni-won, Yenniwon, Ee-na-won, En-nee-win, Eneewin, Inuwan, Inuwon, Neeinuwon, Enuin, Nganyayawana[1] | Nouvelle-Galles du Sud    | Southeast      |
| Andakerebina (en)[2]                         | Antakiripina, Undejerebina, Andeberegina, Walwallie, Wally, Andakerebina, Andegerebenha[1] | Territoire du Nord        | Desert         |
| Adnyamathanha[1]                             | Kuyani, Wailpi, Yadliaura, Pilatapa and Pangkala[2] | Australie-Méridionale     | Golfe Spencer  |
| Ankamuti (en)[2]                             | Goomkoding, Yukamakundji, Amkomti, Ondaima, Oiyamkwi, Apukwi, Anggamudi[1] | Queensland                | West Cape      |
| Anmatyerre (en)[1]                           | Nmatjera, Unmatjera, Inmatjera, Anmatjara, Urmitchee, Janmadjara, Janmatjiri, Yanmedjara, Yandmadjari, Anmatjera[2] | Territoire du Nord        | Desert         |
| Antakirinja (en)[1],[2]                      | Antakerinya, Antakerrinya, Andagirinja, Andagarinja, Andekerinja, Andegilliga, Andigirinji Antingari, Andigari Anjirigna, Andgari Antigari, Antegarina, Unterregerrie, Ngonde, Tangara, Yandairunga, Njuntundjara, Andagerinja Antekerrepinhe Andergerebenha, Aluna, Andigerinya Antekarinya Antikirinya | Australie-Méridionale     | Desert         |
| Araba (en)[2]                                | Arap, Aripa, Ngariba | Queensland                |                |
| Arabana (en)[1],[2]                          | Ngarabana, Arabuna Arrabunna, Arrabonna, Arubbinna, Arapina, Arapani, Urapuna Urabuna, Urabunna Urroban, Wangarabana, Wongkurapuna, Wangarabunna, Jendakarangu, Nulla, Yendakarangu, Peake, Anna | Australie-Méridionale     | Eyre           |
| Arakwal (font partie des Bundjalung (en))[2] | Arakwal, Naiang, Cool-al, Kahwul, Njung, Nyung, Lismore, Kogung, Yawkum-yore, Jawjumeri | Nouvelle-Galles du Sud    |                |
| Arrernte[1]                                  | Aranda[2], Aranta, Arrente, Arunda, Arunta, Arranda, Arinta, Arrinda, Urrundie, Herinda, Arrundta, Wonggaranda, Urrundie, Ilpma, Ulpma, Paroola, Wongkatjeri | Région d'Alice Springs    | Desert         |
| Arnga (en)[2]                                | Woljamidi, Woljamiri, Molyamidi, Kuluwara, Kuluwaran, Guluwarin, Kolaia, Arawari, Arawodi | Australie-Occidentale     |                |
| Atjinuri (en)[2]                             | Adjinadi, Itinadjana, Itinadyana, Itinadyand, Nedgulada, Imatjana | Queensland                |                |
| Awabakal[1],[2]                              | Awabakal, Awaba, Awabagal, Lake Macquaire Newcastle, Kuringgai, Ninyowa, Kuri | Nouvelle-Galles du Sud    | Southeast      |
| Awarai (en)[2]                               | Warai, Warei, Warrai, Awarrai, Awarra | Territoire du Nord        |                |
| Awinmul (en)[2]                              | Awinnmull Awinmul, Awinmil | Territoire du Nord        |                |
| Awngthim (en)[1]                             | | Queensland                | West Cape      |
| Ayabakan (en)[2]                             | Aiabakan, Bakanu, Baganu, Bakanh[1] | Queensland                | West Cape      |
| Ayapathu (en)[2]                             | Aiabadu, Aiyabotpoo, Jabuda, Koka Ai-ebadu, Aiebadu, Koko Aiebadu, Kikahiabilo, Bakanh | Queensland                |                |

### B
| Groupes linguistiques | Noms alternatifs ou (sous-)groupes de composants | Localisation géographique                  | Région AIATSIS |
| --------------------- | --- | ------------------------------------------ | -------------- |
| Badjalang (en)[2]     | Badjalang, Buggul, Bandjalang, Widje, Woomargou, Bundjalung[1]                                                                                           | Queensland / Nouvelle-Galles du Sud        | Southeast      |
| Badjiri (en)[2]       | Badjidi, Badjeri, Baddyeri, Byierri, Baderi, Poidgerry, Badjedi, Budjari[1], Poidgerryygbadhje                                                           | Queensland                                 | Riverine       |
| Baiali (en)[2]        | Byellee, Bieli, Byellel, Orambul, Urambal, Bayali[1] | Queensland                                 | Northeast      |
| Baiyungu (en)[2]      | Baijungo Baijungu, Baiong, Baiung, Biong, Paiunggu, Bayungu, Palyungu, Payungu[1]                                                                        | Australie-Occidentale                      | Northwest      |
| Bailgu (en)[2]        | Bailko Bailgu, Pailgu, Pailgo, Baljgu, Balju, Palgu, Bailju, Bailgo, Balgu, Boolgoo, Pulgoe, Mangguldulkara, Paljarri, Palyku, Palku[1]                  | Australie-Occidentale                      | Northwest      |
| Bakanambia (en)[2]    | Wanbara, Wambara, Lamalama, Mukinna, | Baie de la Princesse Charlotte, Queensland |                |
| Ballardong (en)[2]    | Balardung[1] | Australie-Occidentale                      | Southwest      |
| Banbai (en)[2]        | Banbai, Bahnbi, Athnbi, Gumbaynggirr | Nouvelle-Galles du Sud                     |                |
| Bandjigali (en)       | | Nouvelle-Galles du Sud                     | Riverine       |
| Bandjin (en)[2]       | | Queensland                                 |                |
| Barada (en)[2]        | Baradha[1] | Queensland                                 | Northeast      |
| Baranbinja (en)[2]    | Baranbinja, Barren-binya, Parran-binye, Burranbinya, Burrunbinya, Barrumbinya, Burranbinga, Burrabinya, Barranbinya[1]                                   | Nouvelle-Galles du Sud                     | Riverine       |
| Barababaraba (en)[2]  | Baraparapa, Burrabura-ba, Baraba-baraba, Barraba-barraba, Bareber, Burrappa, Burrapper, Bureba, Burabura, Boora-boora, Burapper, Boort, Baraba Baraba[1] | Nouvelle-Galles du Sud                     | Riverine       |
| Barbaram (en)[2]      | Mbabaram[1] | Queensland                                 | Rainforest     |
| Badimaya (en)[2]      | Barimaia[1] | Australie-Occidentale                      | Southwest      |
| Bardi (en)[2]         | Bad, Bard, Barda, Baada, Baardi[1] | Australie-Occidentale                      | Kimberley      |
| Barindji (en)[1],[2]  | Barrengee, Beriait, Berri-ait, Paur, Paroo, Bpaaroo, Bpaaroon-je                                                                                         | Nouvelle-Galles du Sud                     | Riverine       |
| Barkindji (en)[1],[2] | Barkinji, Barkinjee, Barkunjee, Bahkunji, Pakindji, Bakindji, Bahkunjy, Parkungi, Parkengee, Parkingee, Bakandi, Bargunji, Kurnu, Wimbaja, Barkungee     | Nouvelle-Galles du Sud                     | Riverine       |
| Barna (en)[1],[2]     | | Queensland                                 | Northeast      |
| Barunggam (en)[1],[2] | | Queensland                                 | Riverine       |
| Barungguan (en)[2]    | | Queensland                                 |                |
| Butchulla[2]          | Badtjala[1] | Queensland                                 | Southeast      |
| Beriguruk (en)[2]     | Perrigurruk, Eri, Erei, Beriguruk, Limilngan | Territoire du Nord                         |                |
| Bidawal (en)[2]       | Bidwell[1] | Victoria                                   |                |
| Bidia (en)[2]         | Birria[1] | Queensland                                 | Eyre           |
| Bidjigal              | Bediagal | Nouvelle-Galles du Sud                     |                |
| Bigambul (en)[1],[2]  | | Queensland                                 | Riverine       |
| Bilingara (en)[2]     | Bilinara[1], Bilinurra, Bilyanarra, Bilyanurra, Plinara, Pillenurra, Billianera, Bulinara, Bringara, Boonarra                                            | Territoire du Nord                         | Fitzmaurice    |
| Binbinga (en)[1],[2]  | Binbingha, Binbinka, Pinbinga, Leepitbinga, Bing Binga                                                                                                   | Territoire du Nord                         | Gulf           |
| Bindal (en)[1],[2]    | | Queensland                                 | Northeast      |
| Bindjali              | | Australie-Méridionale                      | Riverine       |
| Bingongina (en)[2]    | Bin-gongina, Bugongidja, Bingongina | Territoire du Nord                         |                |
| Binigura (en)[2]      | Pinikura[1] | Australie-Occidentale                      | Northwest      |
| Biria (en)[2]         | Biri[1] | Queensland                                 | Northeast      |
| Birpai (en)[2]        | Birpai, Birripai, Birrpiri, Brippai, Bripi, Birrapee, Biripi[1]                                                                                          | Nouvelle-Galles du Sud                     | Northeast      |
| Bitjara (en)          | | Queensland                                 |                |
| Brabralung[2]         | Brabiralung, Brabuwooloong | Victoria                                   |                |
| Braiakaulung (en)[2]  | Brayakuloong | Victoria                                   |                |
| Bratauolung[2]        | Bratowooloong | Victoria                                   |                |
| Bugulmara (en)[2]     | | Queensland                                 |                |
| Bukurnidja (en)[1]    | | Territoire du Nord                         | North          |
| Buluwai (en)[2]       | | Queensland                                 |                |
| Bunganditj (en)[2]    | Buandig[1] | Australie-Méridionale                      | Riverine       |
| Bundjalung (en)[2]    | Boonwurrung[1] | Nouvelle-Galles du Sud                     | Northeast      |
| Bunurong[2]           | Boonwurrung[1] | Victoria                                   | Southeast      |
| Burarra (en)[1]       | Anbara, Marawuraba, Madia, Maringa, Gunadba Gunaidbe, Gidjingali, Barera, Barara[2], Baurera, Burera, Barea, Anbarra                                     | Territoire du Nord                         | Arnhem         |
| Buruna (en)[2]        | Puruna[1] | Australie-Occidentale                      | Northwest      |
| Bwgcolman (en)        | | Queensland                                 | Île Palm (en)  |

### D
| Groupes linguistiques    | Noms alternatifs ou (sous-)groupes de composants | Localisation géographique                                              | Région AIATSIS |
| ------------------------ | --- | ---------------------------------------------------------------------- | -------------- |
| Dadi Dadi (en)[1]        | Tatitati[2] | Victoria                                                               |                |
| Daii (en)[2]             | Taii, Tai, Dalwango, Dalwongu, Darlwongo, Dhalwangu, Djawark, Djarlwag | Territoire du Nord                                                     |                |
| Dainggati (en)[2]        | Djangadi, Dang-getti, Danghetti, Danggadi, Dhangatty, Thangatty, Thangatti, Dangati, Yuungai, Burugardi, Boorkutti, Nulla Nulla, Amberu, Himberrong, Jang, Daingatti, Dhan-Gadi, Dainggatti[1]                                 | Nouvelle-Galles du Sud                                                 | Southeast      |
| Dalabon (en)[2]          | Buan, Buwan, Boun, Ngalkbon, Ngalkbun[1] | Territoire du Nord                                                     | Arnhem         |
| Dalla (en)[2]            | Dalulinta (groupe indigène) | Queensland                                                             |                |
| Dangbon (en)[1],[2]      | Gundangbon, Dangbun, Dangbar, Gumauwurk | Territoire du Nord                                                     | Arnhem         |
| Danggali (en)[1],[2]     | | Australie-Méridionale                                                  | Riverine       |
| Dangu (en)[2]            | Yirgala, Yolngu | Territoire du Nord                                                     |                |
| Darumbal[2]              | Darumbal[1] | Queensland                                                             | Northeast      |
| Darkinjang (en)[2]       | Darkinjang, Darginjang, Darkinung[1], Darknung | Nouvelle-Galles du Sud                                                 | Southeast      |
| Darug                    | Daruk[2], Dharruk, Dharrook, Darrook, Dharug[1], Broken Bay, Dharung | Nouvelle-Galles du Sud                                                 | Southeast      |
| Dharawal                 | | Sutherland Shire NSW and formerly in the Berrima, New South Wales area |                |
| Diakui (en)[2]           | Dhiyakuy, Djikai, Jikai, Tchikai, Dijogoi | Territoire du Nord                                                     |                |
| Dieri (en)[2]            | Dieri | Australie-Méridionale                                                  | Eyre           |
| Djabugandji (en)[1]      | | Queensland                                                             | Rainforest     |
| Djabugay (en)            | Djabugandji, Tjapukai | Kuranda, Queensland                                                    |                |
| Djagaraga (en)[2]        | | Queensland                                                             |                |
| Djakunda (en)[2]         | | Queensland                                                             |                |
| Djalakuru (en)[2]        | Jalakuru, Iwaidja[1] | Territoire du Nord                                                     | Arnhem         |
| Djamindjung (en)[2]      | Tjamindjung, Kaminjung, Jaminjang, Djamunjun, Jaminjung[1], Djamundon, Djamadjong, Murinyuwen, Murinyuwan, Djamindjung | Territoire du Nord                                                     | Fitzmaurice    |
| Djangu (en)[2]           | Djanga | Territoire du Nord                                                     |                |
| Djankun (en)[2]          | | Queensland                                                             |                |
| Djargurd Wurrung (en)[1] | | Victoria                                                               | Southeast      |
| Djaru (en)[2]            | Jaru[1] | Australie-Occidentale                                                  | Desert         |
| Dja Dja Wurrung (en)     | | Région de Bendigo (Victoria)                                           | Southeast      |
| Djerait (en)[2]          | Tjerait, Cherait, Cherite, Sherait, Jeerite, Scherits, Tjiras, Tjerratj[1] | Territoire du Nord                                                     | Fitzmaurice    |
| Djerimanga (en)[2]       | Djeramanga, Jermangel, Kanambre, Kolobre Waak, Wulna, Woolna[1], Woolnah, Woolner, Wulnar, Wolna, Woolua | Territoire du Nord                                                     | North          |
| Djilamatang (en)[2]      | | Victoria                                                               |                |
| Djinang (en)[2]          | Jandjinang, Jandjinung, Jakaula, Yandisha, Yandjinung, Yandjining, Yandjinang, Djinnang Djinang, Djinhang, Milingimbi, Wulllakki, Wulaki, Ullaki, Wulagi, Balmbi, Balmawi, Barlmawi, Manjarngi, Manyarrngi, Munarngo Manarrngu | Territoire du Nord                                                     |                |
| Djinba (en)[2]           | Djimba, Jinba, Outjanbah, Gunalbingu, Ganalbwingu, Kurkamarnapia | Territoire du Nord                                                     |                |
| Djirbalngan              | | Queensland                                                             | Rainforest     |
| Djiru (en)[2]            | | Queensland                                                             |                |
| Djirubal[2]              | | Queensland                                                             |                |
| Djiwali (en)[1],[2]      | Jirwali[1] | Australie-Occidentale                                                  | Northwest      |
| Djowei (en)[2]           | Kumertuo, Djowei, Limilngan[1] | Territoire du Nord                                                     | North          |
| Djugun (en)[2]           | Jukun[1] | Australie-Occidentale                                                  | Kimberley      |
| Doolboong (en)[1]        | | Territoire du Nord                                                     | Kimberley      |
| Duduroa (en)[2]          | | Victoria                                                               |                |
| Duulngari (en)[2]        | | Australie-Occidentale                                                  |                |
| Dunghutti (en)[2]        | Dhangadi, Boorkutti, Burgadi, Burugardi, Dainggati, Dainiguid, Dang-getti, Dangadi, Dangati, Danggadi, Danggetti, Danghetti, Dhangatty, Djaingadi, Nulla Nulla, Tang-gette, Tangetti, and Thangatti                            | Mid North Coast (Nouvelle-Galles du Sud)                               | Southeast      |
| Duwal (en)[2]            | Duwal Dhuwal, Murngin, Wulamba, Yolngu, Miwuyt, Balamumu, Barlamomo, Malag, Marlark, Arrawiya, Banjarrpuma, Bilmandji Dhurili, Durilji                                                                                         | Territoire du Nord                                                     |                |
| Duwala (en)[2]           | Duala Duwala, Murngin, Wulamba | Territoire du Nord                                                     |                |

### E
| Groupes linguistiques | Noms alternatifs ou (sous-)groupes de composants | Localisation géographique | Région AIATSIS |
| --------------------- | --- | ------------------------- | -------------- |
| Eora[1],[2]           | Eo-ra, Ea-ora, Iora, Yo-ra, Kameraigal, Camera-gal, Cammera, Gweagal, Botany Bay Tribe, Bedia-mangora, Gouia-gul, Wanuwangul, Cadigal, Gadigal, Kadigal | Sydney                    | Southeast      |
| Erawirung (en)[2]     | | Australie-Méridionale     |                |
| Ewamin (en)[2]        | Agwamin[1] | Queensland                | Gulf           |

### G
| Groupes linguistiques | Noms alternatifs ou (sous-)groupes de composants | Localisation géographique                | Région AIATSIS          |
| --------------------- | --- | ---------------------------------------- | ----------------------- |
| Gaari (en)[2]         | Gari Gaari, Iwaidja | Territoire du Nord                       |                         |
| Gadjalivia (en)[2]    | Gadjalivia Gajalivia, Gudjalibi, Gudalavia, Gudjaliba, Gadjalibi, Gadjalibir, Burara | Territoire du Nord                       |                         |
| Gambalang (en)[2]     | Gunbalang[1], Gambalang, Gunbulan, Walang, Gunbalang | Territoire du Nord                       | Arnhem                  |
| Gandangara[2]         | Gandangara, Gundungurra[1], Gundungari, Gundanora, Gurragunga, Burragorang, Gundungurra | Nouvelle-Galles du Sud                   | Southeast               |
| Garrwa (en)[1]        | Karawa, Garawa[2] | Territoire du Nord                       | Gulf                    |
| Geawegal (en)[1],[2]  | Keawaikal, Geawagal, Geawa-gal, Garewagal, Gwea-gal | Sydney                                   | Southeast               |
| Gia (en)[2]           | Giya[1] | Queensland                               | Northeast               |
| Giabal (en)[2]        | | Queensland                               |                         |
| Gkuthaarn (en)[2]     | Khutant, Kareldi, Kutanda, possibly same as Garandi/Karundi/Karrandee | Queensland                               | Gulf                    |
| Goeng (en)[2]         | Goeng Goeng | Queensland                               |                         |
| Goenpul (en)          | Minjerribah | Queensland                               | South Stradbroke Island |
| Goreng Goreng (en)    | Gureng-Gurengn, Curang-Curang, Curang-gurang, Goeng Goonine, Goorang-Goorang, Goorang-goorang, Gurang, Gurang-Gurang, Gurang-gurang, Gurang, Gureng-Gureng, Gureng-gureng, Kooranga, Koreng-Koreng, Koreng-koreng, Koren, Korenggoreng[2] | Queensland                               |                         |
| Gudjal (en)           | (Kutjala?) | Queensland                               | Northeast               |
| Gugu-Badhun (en)[1]   | (Kutjala ?, Warungu ?) | Queensland                               | Northeast               |
| Gulidjan (en)[1]      | | Victoria                                 | Southeast               |
| Gulngai (en)[2]       | | Queensland                               |                         |
| Gunai                 | Ganai, Gunnai, Kurnai Koori, Kurnai[1],[2] | Gippsland, Victoria                      | Southeast               |
| Gumbaynggirr[2]       | Gumbaynggirr, Wadjar | Mid North Coast (Nouvelle-Galles du Sud) | Southeast               |
| Gunavidji (en)[2]     | Gunavidji Gunaviji, Gunawitji, Gunabidji, Gunabwidji, Gunjibidji, Witji, Gunibidji[1] | Territoire du Nord                       | Arnhem                  |
| Gunditjmara[1],[2]    | Gournditch-mara, Dhauwurd wurrung, Dhawurdwurrung, Djab Wurrung, Djabwurrung, Gundidjmara, Kilcarer Gundidj, Worn Gundidj (Warrnambool)                                                                                                   | Victoria                                 | Southeast               |
| Gungorogone (en)[2]   | Gungorogone Gungoragone, Gungorologni, Gungarawoni, Gungurulgungi, Gungurugoni[1] | Territoire du Nord                       | Arnhem                  |
| Gubbi Gubbi[1],[2]    | Kabi Kabi | Queensland                               | Southeast               |
| Gurindji              | | Territoire du Nord                       |                         |
| Guugu-Yimidhirr[1]    | | Queensland                               | East Cape               |

### I
| Groupes linguistiques | Noms alternatifs ou (sous-)groupes de composants                                                                                       | Localisation géographique | Région AIATSIS |
| --------------------- | --- | ------------------------- | -------------- |
| Idindji[2]            | | Queensland                |                |
| Ilba (en)[2]          | Yilba[1] | Queensland                | Northeast      |
| Ildawongga (en)[2]    | | Australie-Occidentale     |                |
| Inawongga (en)[2]     | Yinhawangka[1] | Australie-Occidentale     | Northwest      |
| Indindji              | Yidinji[1] | Queensland                | Rainforest     |
| Indjibandi[2]         | Yindjibarndi[1] | Australie-Occidentale     | Northwest      |
| Indjilandji (en)[2]   | Indjilandji Indjilindji, Injilinji, Intjilatja                                                                                         | Territoire du Nord        |                |
| Inggarda (en)[2]      | Yinggarda[1] | Australie-Occidentale     | Northwest      |
| Ingura (en)[2]        | Wanindilaugwa, Andiljaugwa, Andilyaugwa, Wani-Ndiljaugwa, En Indiljaugwa, Amakurupa, Andilagwa, Lamadalpu, Awarikpa, Warnindilyakwa[1] | Territoire du Nord        | Arnhem         |
| Iningai (en)[1],[2]   | | Queensland                | Eyre           |
| Irukandji (en)[2]     | Yirrganydji, Irakanji, Yirkandji, Yirkanji, Yirgay, Yettkie (misreading), Illagona, Wongulli, Dungara, Tingaree, Dungarah, Dingal      | Cairns, Queensland        |                |
| Ithu (en)[2]          | | Queensland                |                |
| Iwaidja[2]            | Jiwadja, Jiwadja, Juwudja, Iwajia, Iyi, Eiwaja, Eaewardja, Eaewarga, Uwaidja, Unalla, Limbakaraja, Limba-Karadjee, Iwaiji, Tarula      | Territoire du Nord        |                |

### J
| Groupes linguistiques | Noms alternatifs ou (sous-)groupes de composants                                                                                              | Localisation géographique | Région AIATSIS |
| --------------------- | --- | ------------------------- | -------------- |
| Jardwadjali[2]        | Jaadwa[1] Jadawadjali | Victoria                  | Riverine       |
| Jaako (en)[2]         | | Territoire du Nord        |                |
| Jaara (en)[2]         | Djadjawurung[1] | Victoria                  | Riverine       |
| Jabirr Jabirr (en)[2] | Jabirrjabirr, Djaberadjabera[1], DjaberrDjaberr, Dyaberdyaber, Jabba Jabba                                                                    | Australie-Occidentale     | Kimberley      |
| Jaburara (en)[2]      | Jaburrara[1], Yaburara^ , Burrara | Australie-Occidentale     | Northwest      |
| Jadira (en)[2]        | | Australie-Occidentale     |                |
| Jadliaura (en)[2]     | | Australie-Méridionale     |                |
| Jagalingu (en)[2]     | Yagalingu[1] | Queensland                | Northeast      |
| Jagara (en)[2]        | | Queensland                |                |
| Jaitmathang (en)[2]   | Jaitmatang[1] | Victoria                  | Northeast      |
| Jalanga (en)[2]       | Yalarruga (?)[1] | Queensland                | Eyre           |
| Jambina (en)[2]       | Yambina[1] | Queensland                | Northeast      |
| Jandruwanta[2]        | Yandruwandha[1] | Australie-Méridionale     | Eyre           |
| Jangaa (en)[2]        | Yanga[1] | Queensland                | Gulf           |
| Jangga (en)[2]        | | Queensland                | Northeast      |
| Janggal (en)[2]       | Gananggalanda[1] | Queensland                | Gulf           |
| Jangkundjara (en)[2]  | Yankuntjatjara[1] | Australie-Méridionale     | Desert         |
| Jangman (en)[2]       | Yangman[1] | Territoire du Nord        | Fitzmaurice    |
| Janjula (en)[2]       | | Territoire du Nord        | Gulf           |
| Jardwadjali           | | Victoria                  |                |
| Jarijari (en)[2]      | | Victoria                  |                |
| Jarildekald (en)[2]   | | Australie-Méridionale     |                |
| Jaroinga (en)[2]      | Bularnu[1] | Territoire du Nord        | Desert         |
| Jarowair (en)[2]      | | Queensland                |                |
| Jathaikana (en)[2]    | | Queensland                |                |
| Jaudjibaia (en)[2]    | | Australie-Occidentale     |                |
| Jauraworka (en)[2]    | Yawrawarka[1] | Australie-Méridionale     | Eyre           |
| Jawi (en)[2]          | Djawi, Djaui[1] | Australie-Occidentale     | Kimberley      |
| Jawoyn (en)[1]        | Tjauen, Djouan, Djauun, Jawin, Chau-an, Tweinbol, Adowen, Djawin, Djawun, Djauwung, Charmong, Djauan[2]                                       | Territoire du Nord        | Fitzmaurice    |
| Jawuru (en)[2]        | Yawuru[1] | Australie-Occidentale     | Kimberley      |
| Jeidji (en)[2]        | Yiiji[1] | Australie-Occidentale     | Kimberley      |
| Jeithi[2]             | Jeithi, Yeidthee, Pikkolatpan, Wiradjuri | Nouvelle-Galles du Sud    |                |
| Jeljendi (en)[2]      | Yarluyandi[1] | Australie-Méridionale     | Eyre           |
| Jeteneru (en)[2]      | | Queensland                |                |
| Jetimarala (en)[2]    | | Queensland                |                |
| Jiegara (en)          | Jiegera[2], Yiegara, Jeigir, Yegera, Youngai, Jungai                                                                                          | Nouvelle-Galles du Sud    |                |
| Jilngali (en)[2]      | | Territoire du Nord        |                |
| Jiman (en)[2]         | Yiman[1] | Queensland                | Northeast      |
| Jinigudira[2]         | | Australie-Occidentale     |                |
| Jinwum (en)[2]        | Minwum[1] | Queensland                | West Cape      |
| Jirandali (en)[2]     | Yirandali[1] | Queensland                | Eyre           |
| Jirjoront (en)[2]     | Yir Yoront[1] | Queensland                | West Cape      |
| Jitajita (en)[2]      | Jitajita, Ita-ita, Ithi-ithi, Eethie-eethie, Eethee Ethee, Yetho, Yit-tha, Yitsa, Tjuop, Yitha Yitha[1]                                       | Nouvelle-Galles du Sud    |                |
| Jokula (en)[2]        | Ganggalida[1] | Queensland                | Gulf           |
| Juat[2]               | Yuat[1] | Australie-Occidentale     | Southwest      |
| Juipera (en)[2]       | Yuwi[1] | Queensland                | Northeast      |
| Jukambal (en)[2]      | Jukambal, Jukambil, Yukambal, Yukambul, Yukambil, Yacambal, Yookumbul, Yookumbil, Yoocumbill, Ukumbil, Yookumble, Yoocomble, Ucumble, Yukumba | Nouvelle-Galles du Sud    |                |
| Jukambe (en)[2]       | | Queensland                |                |
| Jukul (en)[2]         | | Territoire du Nord        |                |
| Julaolinja (en)[2]    | | Queensland                |                |
| Jumu (en)[2]          | | Territoire du Nord        |                |
| Junggor (en)[2]       | | Territoire du Nord        |                |
| Jungkurara (en)[2]    | | Queensland                |                |
| Jupagalk (en)[2]      | | Victoria                  |                |
| Jupangati (en)[2]     | Yupangathi[1] | Queensland                | West Cape      |
| Juru (en)[2]          | Yuru[1] | Queensland                | Northeast      |

### K
| Groupes linguistiques  | Noms alternatifs ou (sous-)groupes de composants | Localisation géographique                                                                           | Région AIATSIS |
| ---------------------- | --- | --------------------------------------------------------------------------------------------------- | -------------- |
| Kaantju (en)[1]        | Kaanju | Queensland                                                                                          | East Cape      |
| Kabalbara (en)[2]      | Gabalbara[1] | Queensland                                                                                          | Northeast      |
| Kabikabi[2]            | Gubbi Gubbi[1] | Queensland                                                                                          | Northeast      |
| Kadjerong (en)[1],[2]  | | Territoire du Nord                                                                                  | Kimberley      |
| Kaiabara (en)[2]       | | Queensland                                                                                          |                |
| Kaiadilt (en)[2]       | Gayardilt[1] | Queensland                                                                                          | Gulf           |
| Kairi (en)[2]          | Gayiri[1] | Queensland                                                                                          | Northeast      |
| Kaititja (en)[2]       | Kaytej[1] | Territoire du Nord                                                                                  | Desert         |
| Kakadu (en)[2]         | Gagudju[1] | Territoire du Nord                                                                                  | North          |
| Kalaako (en)[2]        | | Australie-Occidentale                                                                               |                |
| Kalali (en)[2]         | Kullilla[1] | Queensland                                                                                          | Eyre           |
| Kalamaia (en)[2]       | Kalaamaya[1] | Australie-Occidentale                                                                               | Southwest      |
| Kalibal (en)[2]        | Kalibal, Murwillumbah, Moorung-moobar | Nouvelle-Galles du Sud                                                                              |                |
| Kalibamu (en)[2]       | | Queensland                                                                                          |                |
| Kalkadunga (en)[2]     | Kalkadoon[1], Kalkatungu, Kalkutungu, Galgadungu, Kalkutung, Galgaduun | Queensland                                                                                          | Eyre           |
| Kambure (en)[2]        | Gamberre[1] | Australie-Occidentale                                                                               | Kimberley      |
| Kambuwal (en)[2]       | | Queensland                                                                                          |                |
| Kamilaroi[1],[2]       | Kamilarai, Kamilari, Kamilroi, Kamilrai, Kamularoi, Kaameelarrai, Komleroy, Gamilaroi, Kahmilaharoy, Kamilary, Gumilori Gummilroi Ghummilarai, Cumilri, Kimilari, Kamil, Comleroy, Camel Duahi, Yauan, Tjake, Gamilaraay, Goomeroi, Yuwaalaraay, Gamilaraay, Yorta Yorta (en) | Au nord de la Nouvelle-Galles du Sud ; au sud-ouest du Queensland                                   |                |
| Kamor[2]               | | Territoire du Nord                                                                                  |                |
| Kandju (en)[2]         | | Queensland                                                                                          |                |
| Kaneang (en)[2]        | Kaniyang[1] | Australie-Occidentale                                                                               | Southwest      |
| Kangulu (en)[2]        | Gangulu | Queensland                                                                                          | Northeast      |
| Kanolu (en)[2]         | | Queensland                                                                                          |                |
| Karadjari (en)[2]      | Karajarri[1] | Australie-Occidentale                                                                               | Desert         |
| Karaman[2]             | | Territoire du Nord                                                                                  |                |
| Karangpurru (en)[1]    | | Territoire du Nord                                                                                  | Fitzmaurice    |
| Karanguru (en)[2]      | Karangura[1] | Australie-Méridionale                                                                               | Eyre           |
| Karanja (en)[2]        | | Queensland                                                                                          |                |
| Kareldi (en)[2]        | Gkuthaarn (en)/Kuthant[1], Kareldi, Kutanda et probablement Garandi (en)/Karundi/Karrandee | Queensland                                                                                          | Gulf           |
| Karendala (en)[2]      | | Queensland                                                                                          |                |
| Karenggapa (en)[1],[2] | Karengappa, Karrengappa, Kurengappa | Nouvelle-Galles du Sud                                                                              | Eyre           |
| Kariara (en)[2]        | Kariyarra[1] | Australie-Occidentale                                                                               | Northwest      |
| Karingbal (en)[2]      | Garingbal | Queensland                                                                                          | Northeast      |
| Kartudjara (en)[2]     | Mardu[1] | Australie-Occidentale                                                                               | Desert         |
| Karuwali (en)[1],[2]   | | Queensland                                                                                          | Eyre           |
| Katubanut (en)[2]      | Gadubanud[1] | Victoria                                                                                            | Southeast      |
| Kaurareg (en)[2]       | | Queensland                                                                                          |                |
| Kaurna[1],[2]          | Kaura (coquille d'impression), Coorna, Gaurna, Koornawarra, Nantuwara, Nantuwaru, Nganawara, Meljurna or Meyukattanna. | Adelaide                                                                                            | Golfe Spencer  |
| Kawadji[2]             | | Queensland                                                                                          |                |
| Kawambarai (en)[2]     | Kareingi, Karin, Kerinma, Karinma, Garengema, Garnghes, Kinenekinene, Kianigane, Keramin, Kemendok, Pintwa, Jungeegatchere | Nouvelle-Galles du Sud                                                                              |                |
| Kaytetye (en)          | Kartetye, Kartiji, Keytej, Katish | Territoire du Nord                                                                                  |                |
| Keiadjara (en)[2]      | | Australie-Occidentale                                                                               |                |
| Keinjan (en)[2]        | | Queensland                                                                                          |                |
| Keramai (en)[2]        | | Queensland                                                                                          |                |
| Kirrae (en)[2]         | Girai wurrung[1] | Victoria                                                                                            |                |
| Kitabal (en)[2]        | Kidabal, Dijabal, Kitta-bool, Kitabool, Kitapul, Gidabul, Gidjoobal, Kuttibul, Noowidal | Nouvelle-Galles du Sud                                                                              |                |
| Kitja (en)[2]          | Kija[1] | Australie-Occidentale                                                                               | Kimberley      |
| Koa (en)[2]            | Guwa[1] | Queensland                                                                                          | Eyre           |
| Koamu (en)[2]          | Kooma[1] | Queensland                                                                                          | Riverine       |
| Koara (en)[2]          | Kuwarra[1] | Australie-Occidentale                                                                               | Desert         |
| Koenpal (en)[2]        | | Queensland                                                                                          |                |
| Koinjmal (en)[2]       | Guwinmal[1] | Queensland                                                                                          | Northeast      |
| Kokangol (en)[2]       | | Queensland                                                                                          |                |
| Kokatha (en)           | Kokata[2], Kokatha Mula, Kokatja, Googatha, | Australie-Méridionale                                                                               |                |
| Koknar (en)[1]         | | Queensland                                                                                          | Gulf           |
| Kokobididji (en)[2]    | | Queensland                                                                                          |                |
| Kokobujundji (en)[2]   | | Queensland                                                                                          |                |
| Kokoimudji[2]          | | Queensland                                                                                          |                |
| Kokojawa[2]            | | Queensland                                                                                          |                |
| Kokojelandji[2]        | Kuku-yalanji[1] | Queensland                                                                                          | East Cape      |
| Kokokulunggur (en)[2]  | | Queensland                                                                                          |                |
| Kokomini (en)[1],[2]   | | Queensland                                                                                          | West Cape      |
| Kokonjekodi[2]         | | Queensland                                                                                          |                |
| Kokopatun (en)[2]      | | Queensland                                                                                          |                |
| Kokopera (en)[2]       | Koko-bera[1] | Queensland                                                                                          | West Cape      |
| Kokowalandja (en)[2]   | | Queensland                                                                                          |                |
| Kokowara (en)[2]       | Kokowarra | Queensland                                                                                          | East Cape      |
| Kolakngat (en)[2]      | | Victoria                                                                                            |                |
| Konbudj[1]             | | Territoire du Nord                                                                                  | North          |
| Konejandi (en)[2]      | Gooniyandi[1] | Australie-Occidentale                                                                               | Kimberley      |
| Kongabula (en)[2]      | Gungabula[1] | Queensland                                                                                          | Northeast      |
| Kongkandji (en)[2]     | | Queensland                                                                                          |                |
| Koreng (en)[2]         | Goreng[1] | Australie-Occidentale                                                                               | Southwest      |
| Korenggoreng (en)[2]   | Gureng Gureng[1] | Queensland                                                                                          | Northeast      |
| Korindji (en)[2]       | Gurindji[1] | Territoire du Nord                                                                                  | Fitzmaurice    |
| Kotandji (en)[2]       | Ngandji[1] | Territoire du Nord                                                                                  | Desert         |
| Krauatungalung[2]      | | Victoria                                                                                            |                |
| Kujani (en)[2]         | Kuyani[1] | Australie-Méridionale                                                                               | Golfe Spencer  |
| Kukatj (en)[2]         | Kukatj[1], Marago, Gudadj, Gudadji, Gugady, Gugatj, Kokatj, Kukatji, Kukatyi, Konggada | Queensland                                                                                          | Gulf           |
| Kukatja (en)[1]        | Kokatja[2], Gugadja, Kukati | Australie-Occidentale                                                                               | Desert         |
| Kuku Yulanji           | Kuku Yulangi, Gugu Yulanji, Kuuku-yani[1] | Forêt de Daintree ; de Port Douglas au sud, Cooktown au nord, Chillagoe (en) à l'ouest ; Queensland | East Cape      |
| Kula (en)[2]           | Kula, Noolulgo, Kurnu, Gunu, Guerno, Kornu, Kornoo, Kuno, Guno, Gunu[1] | Nouvelle-Galles du Sud                                                                              | Riverine       |
| Kulumali (en)[2]       | | Queensland                                                                                          |                |
| Kumbainggiri[2]        | Kumbainggiri, Kumbainggeri, Kumbaingir, Kumbaingeri, Kumbangerai, Koombanggary, Koombainga, Coombangree, Coombyngura, Gumbaingar, Gunbaingar, Guinbainggri, Bellinger, Belingen, Nimboy, Woolgoolga, Orara, Gumbainggir[1], Gumbaynggir                                       | Nouvelle-Galles du Sud                                                                              | Southeast      |
| Kunapa (en)            | | Territoire du Nord                                                                                  |                |
| Kundjeyhmi (en)[1]     | | Territoire du Nord                                                                                  | North          |
| Kungadutji (en)[2]     | | Queensland                                                                                          |                |
| Kungarakan (en)[2]     | Kungarakany[1] | Territoire du Nord                                                                                  | Fitzmaurice    |
| Kunggara (en)[2]       | Kurtjar[1] | Queensland                                                                                          | Gulf           |
| Kunggari (en)[2]       | Gunggari[1] | Queensland                                                                                          | Riverine       |
| Kungkalenja (en)[2]    | | Queensland                                                                                          |                |
| Kunindiri (en)[2]      | Gunindiri[1] | Territoire du Nord                                                                                  | Gulf           |
| Kunja (en)[1],[2]      | | Queensland                                                                                          | Riverine       |
| Kunwinjku[1],[2]       | Gunwinggu, Gunwingo, Wengi, Wengej, Gundeidjeme, Gundeidjepmi, Gunwingu, Kulunglutji, Kulunglutchi, Gundeijeme, Margulitban, Unigangk, Urnigangg, Koorungo, Neinggu, Mangaridji Mangeri                                                                                       | Territoire du Nord                                                                                  | Arnhem         |
| Kurrama[1]             | Kurama[2], Gurama, Kerama, Karama, Korama, Kormama, Jana:ri, Jawunmara | Australie-Occidentale                                                                               | Northwest      |
| Kureinji (en)[1],[2]   | Kareingi, Karin, Kerinma, Karinma, Garengema, Garnghes, Kinenekinene, Kianigane, Keramin, Kemendok, Pintwa, Jungeegatchere | Nouvelle-Galles du Sud                                                                              |                |
| Kuringgai (en)[1]      | Awabakal[2] | Nouvelle-Galles du Sud                                                                              | Southeast      |
| Kurnai[1],[2]          | Ganai, Gunaï, Gunnai | Gippsland, Victoria                                                                                 | Southeast      |
| Kurung (en)[2]         | | Victoria                                                                                            |                |
| Kutjal (en)[2]         | | Queensland                                                                                          |                |
| Kutjala (en)[2]        | | Queensland                                                                                          |                |
| Kuuku-ya'u (en)[1]     | | Queensland                                                                                          | East Cape      |
| Kuungkari (en)[1],[2]  | | Queensland                                                                                          | Eyre           |
| Kuwema[1]              | | Territoire du Nord                                                                                  | Fitzmaurice    |
| Kwantari (en)[2]       | | Queensland                                                                                          |                |
| Kwarandji (en)[2]      | | Territoire du Nord                                                                                  |                |
| Kwatkwat (en)[2]       | | Victoria                                                                                            |                |
| Kwiambal (en)[2]       | Koi, Kweembul, Quieumble, Queenbulla, Ngarabal | Nouvelle-Galles du Sud                                                                              |                |
| Kwini (en)[1]          | | Australie-Occidentale                                                                               | Kimberley      |

### L
| Groupes linguistiques | Noms alternatifs ou (sous-)groupes de composants                                                                                            | Localisation géographique | Région AIATSIS |
| --------------------- | --- | ------------------------- | -------------- |
| Laia (en)[2]          | | Queensland                |                |
| Lairmairrener (en)[2] | | Tasmania                  |                |
| Lama Lama (en)[1]     | Groupement contemporain ; un agrégat de plusieurs groupes de clans. À ne pas confondre avec la langue lama-lama (en), alias Mba Rumbathama. | Queensland                | East Cape      |
| Lanima (en)[2]        | | Queensland                |                |
| Larrakia (en)         | Larakia[1],[2], Larrakeyah, Larakya | Territoire du Nord        | North          |
| Lardiil (en)[2]       | Lardil[1] | Queensland                | Gulf           |
| Latjilatji (en)[2]    | Latie Latie[1] | Victoria                  |                |
| Lotiga (en)[2]        | | Queensland                |                |
| Luritja (en)[1]       | Loritja, Kukatja[2], Gugadja | Territoire du Nord        | Desert         |
| Luthigh (en)[1]       | | Queensland                | West Cape      |

### M
| Groupes linguistiques   | Noms alternatifs ou (sous-)groupes de composants                                                                                             | Localisation géographique                                         | Région AIATSIS |
| ----------------------- | --- | ----------------------------------------------------------------- | -------------- |
| Madjandji (en)[2]       | | Queensland                                                        |                |
| Madngela (en)[2]        | | Territoire du Nord                                                |                |
| Madoitja (en)[2]        | | Australie-Occidentale                                             |                |
| Maduwongga (en)[2]      | | Australie-Occidentale                                             |                |
| Magatige (en)[2]        | | Territoire du Nord                                                |                |
| Maya (en)[1]            | Maia[2] | Australie-Occidentale                                             | Northwest      |
| Maiawali (en)[1],[2]    | | Queensland                                                        | Eyre           |
| Maijabi (en)[2]         | Mayi-Yapi[1] | Queensland                                                        | Gulf           |
| Maikudunu (en)[2]       | Mayi-Kutuna[1] | Queensland                                                        | Gulf           |
| Maikulan (en)[2]        | Mayi-Kulan[1] | Queensland                                                        | Gulf           |
| Maithakari (en)[2]      | Mayi-Thakurti[1] | Queensland                                                        | Gulf           |
| Malak Malak (en)[1]     | | Territoire du Nord                                                | Fitzmaurice    |
| Malantji[2]             | | Queensland                                                        |                |
| Malgana (en)[2]         | Malkana[1] | Australie-Occidentale                                             | Northwest      |
| Malgaru (en)[2]         | | Australie-Occidentale                                             |                |
| Maljangapa (en)[2]      | Maljangpa, Malya-napa, Mulya-napa, Mulya-nappa, Mullia-arpa, Malynapa, Maljapa, Malyapa, Maljangaba, Karikari, Bulali, Bulali, Malyangaba[1] | Nouvelle-Galles du Sud                                            | Golfe Spencer  |
| Malngin (en)[2]         | | Australie-Occidentale                                             |                |
| Malpa[1]                | Kalaako (?) | Australie-Occidentale                                             | Southwest      |
| Mamu[2]                 | Morruburra (Dulgabara ?) | Innisfail ; de Murdering Point au sud à Tolga au nord, Queensland |                |
| Manbarra (en)           | | Palm Island (Queensland) (en)                                     |                |
| Mandandanji (en)[1],[2] | | Queensland                                                        | Riverine       |
| Mandara (en)[2]         | | Australie-Occidentale                                             |                |
| Manthi (en)             | | Australie-Occidentale                                             |                |
| Mandjildjara (en)[2]    | | Australie-Occidentale                                             |                |
| Mandjindja (en)[1],[2]  | | Australie-Occidentale                                             | Desert         |
| Mangarla (en)           | Mangala[1],[2] | Australie-Occidentale                                             | Desert         |
| Mangarai (en)[2]        | Mangarayi[1], Mungaria | Territoire du Nord                                                | Fitzmaurice    |
| Marra (en)[1],[2]       | Mara | Territoire du Nord                                                | Gulf           |
| Maranganji (en)[2]      | Margany | Queensland                                                        | Riverine       |
| Maranunggu (en)[1]      | | Territoire du Nord                                                | Fitzmaurice    |
| Maraura (en)[2]         | Mareawura, Mareaura, Marowra, Marowera, Marraa Warree, Marrawarra, Waimbio, Wimbaja, Wiimbaio, Berlko, Ilaila, Barkindji                     | Nouvelle-Galles du Sud                                            |                |
| Marditjali (en)[2]      | | Victoria                                                          |                |
| Mardudunera (en)[2]     | Martuthunira[1] | Australie-Occidentale                                             | Northwest      |
| Mariamo (en)[2]         | | Territoire du Nord                                                |                |
| Maridan (en)[2]         | | Territoire du Nord                                                |                |
| Maridjabin (en)[2]      | | Territoire du Nord                                                |                |
| Marijedi (en)[2]        | | Territoire du Nord                                                |                |
| Marimanindji (en)[2]    | Marramaninjsji[1] | Territoire du Nord                                                | Fitzmaurice    |
| Maringar (en)[2]        | Marringarr[1] | Territoire du Nord                                                | Fitzmaurice    |
| Marinunggo (en)[2]      | | Territoire du Nord                                                |                |
| Marithiel (en)[2]       | Marrithiyel[1] | Territoire du Nord                                                | Fitzmaurice    |
| Mariu (en)[2]           | | Territoire du Nord                                                |                |
| Marrago (en)[2]         | | Queensland                                                        |                |
| Martu (en)              | Mardu | Australie-Occidentale                                             |                |
| Marulta (en)[2]         | | Queensland                                                        |                |
| Matuntara (en)[2]       | | Territoire du Nord                                                |                |
| Maung (en)[1],[2]       | | Territoire du Nord                                                | Arnhem         |
| Mbewum (en)[2]          | Mbeiwum[1] | Queensland                                                        | West Cape      |
| Mbukarla (en)[1]        | | Territoire du Nord                                                | North          |
| Meintangk (en)[2]       | | Australie-Méridionale                                             |                |
| Menthajangal (en)[2]    | | Territoire du Nord                                                |                |
| Meru                    | (Ngaiawang, Ngawait, Nganguruku, Erawirung?)                                                                                                 | Australie-Méridionale                                             | Riverine       |
| Mian (en)[2]            | Miyan | Queensland                                                        | Northeast      |
| Milpulo (en)[2]         | Milpulko, Mailpurlgu, Mamba, Danggali | Nouvelle-Galles du Sud                                            |                |
| Mimungkum (en)[2]       | | Queensland                                                        |                |
| Minang[1],[2]           | | Australie-Occidentale                                             | Southwest      |
| Mingin (en)[1],[2]      | | Queensland                                                        | Gulf           |
| Minjambuta (en)[2]      | | Victoria                                                          |                |
| Minjungbal (en)[2]      | Minjangbal, Minyung, Minyowa, Gendo, Gando Minjang, Gandowal, Ngandowul, Cudgingberry                                                        | Nouvelle-Galles du Sud                                            |                |
| Miriwung[2]             | Miriwoong[1], Miriuwong | Ord River, Australie-Occidentale                                  | Kimberley      |
| Mirning (en)[1],[2]     | | Australie-Occidentale                                             | Southwest      |
| Mitaka (en)[2]          | Mithaka[1] | Queensland                                                        | Eyre           |
| Mitjamba (en)[2]        | Mbara[1] | Queensland                                                        | Gulf           |
| Miwa (en)[1],[2]        | | Australie-Occidentale                                             | Kimberley      |
| Morowari (en)[2]        | Murawari, Murawarri, Murrawarri, Muruworri, Muruwurri, Murueri, Moorawarree, Marawari, Marawara, Muruwari[1]                                 | Nouvelle-Galles du Sud                                            | Riverine       |
| Mpalitjanh (en)[1]      | | Queensland                                                        | West Cape      |
| Muluridji (en)[2]       | | Queensland                                                        |                |
| Muragan (en)[2]         | | Queensland                                                        |                |
| Murinbata (en)[2]       | Murrinh-patha[1] | Territoire du Nord                                                | Fitzmaurice    |
| Muringura (en)[2]       | | Territoire du Nord                                                |                |
| Murngin[2]              | | Territoire du Nord                                                |                |
| Murunitja (en)[2]       | | Australie-Occidentale                                             |                |
| Muthimuthi (en)[2]      | Muti Muti, Mutte Mutte, Matimati, Madi-madi, Mataua, Moorta, Matthee-matthee, Bakiin, Madi Madi[1], Madhi Madhi, Maruara.                    | Nouvelle-Galles du Sud                                            |                |
| Mutjati (en)[2]         | | Queensland                                                        |                |
| Mutpura (en)[2]         | Mudburra[1] | Territoire du Nord                                                | Fitzmaurice    |
| Mutumui (en)[1],[2]     | | Queensland                                                        | East Cape      |

### N
| Groupes linguistiques     | Noms alternatifs ou (sous-)groupes de composants | Localisation géographique            | Région AIATSIS          |
| ------------------------- | --- | ------------------------------------ | ----------------------- |
| Nakako (en)[1],[2]        | | Australie-Occidentale                | Desert                  |
| Nakara (en)[1],[2]        | | Territoire du Nord                   | Arnhem                  |
| Nana[1],[2]               | Nganawongka | Australie-Occidentale                | Desert                  |
| Nanda (en)[2]             | Nhanta[1] | Australie-Occidentale                | Northwest               |
| Nangatadjara (en)[2]      | Nyanganyatyara[1] | Australie-Occidentale                | Desert                  |
| Nangatara (en)[2]         | | Australie-Occidentale                |                         |
| Nanggikorongo (en)[2]     | | Territoire du Nord                   |                         |
| Nanggumiri (en)[2]        | Ngan'giwumirri[1] | Territoire du Nord                   | Fitzmaurice             |
| Nango[2]                  | | Territoire du Nord                   |                         |
| Narangga[1],[2]           | | Australie-Méridionale                | Golfe Spencer           |
| Narinari (en)[2]          | Nari Nari[1] | Nouvelle-Galles du Sud               |                         |
| Naualko (en)[2]           | Nawalko, Ngunnhalgu, Unelgo, Bungyarlee, Wampandi, Wampangee, Wombungee, Barundji | Nouvelle-Galles du Sud               |                         |
| Nauo (en)[2]              | Nawu[1] | Australie-Méridionale                | Golfe Spencer           |
| Nawagi (en)[2]            | Nyawaygi[1] | Queensland                           | Rainforest              |
| Ngadadjara (en)[2]        | Ngatatjara[1], Ngaanyatjarra (en)[1] | Australie-Occidentale                | Desert                  |
| Ngadjunmaia (en)[2]       | Ngatjumay[1] | Australie-Occidentale                | Southwest               |
| Ngadjuri[1],[2]           | Ŋadjuri | Australie-Méridionale                | Golfe Spencer           |
| Ngaiawang (en)[2]         | | Australie-Méridionale                |                         |
| Ngaiawongga[2]            | | Australie-Occidentale                |                         |
| Ngaku (en)[2]             | Niungacko, Dainggatti, Dunghutti (en) | Nouvelle-Galles du Sud               |                         |
| Ngalakan (en)[1],[2]      | | Territoire du Nord                   | Arnhem                  |
| Ngalea[1],[2]             | | Australie-Méridionale                | Desert                  |
| Ngalia (en)[2]            | | Territoire du Nord                   |                         |
| Ngaliwuru (en)[1],[2]     | | Territoire du Nord                   | Fitzmaurice             |
| Ngaluma (en)[2]           | Ngarluma[1] | Australie-Occidentale                | Northwest               |
| Ngamba (en)[2]            | Ngambar, Ngeunbah, Biripi | Nouvelle-Galles du Sud               |                         |
| Ngameni (en)[2]           | Ngamini[1] | Australie-Méridionale                | Eyre                    |
| Ngandangara (en)[2]       | | Queensland                           |                         |
| Ngandi (en)[1],[2]        | | Territoire du Nord                   | Arnhem                  |
| Ngan'gikurunggurr (en)[1] | | Territoire du Nord                   | Fitzmaurice             |
| Nganguruku (en)[2]        | | Australie-Méridionale                |                         |
| Ngarabal (en)[1],[2]      | Ngarabul, Ngarrabul, Narbul, Marbul | Nouvelle-Galles du Sud               | Southeast               |
| Ngaralta (en)[2]          | | Australie-Méridionale                |                         |
| Ngardi (en)[2]            | Ngarti[1] | Territoire du Nord                   | Desert                  |
| Ngardok (en)[2]           | | Territoire du Nord                   |                         |
| Ngarigo[1],[2]            | Ngarego, Ngarago, Garego, Currak-da-bidgee, Ngarigu, Ngarrugu, Ngarroogoo, Murring, Bemeringal, Guramal, Gurmal, Bradjerak, Bombala, Menero, Cooma                                                             | Nouvelle-Galles du Sud               | Southeast               |
| Ngarinjin (en)[2]         | Ngarinyin[1] | Australie-Occidentale                | Kimberley               |
| Ngarinman (en)[1],[2]     | | Territoire du Nord                   | Fitzmaurice             |
| Ngarkat (en)[2]           | Ngargad[1] | Australie-Méridionale                | Riverine                |
| Ngarla (en)[1],[2]        | | Australie-Occidentale                | Northwest               |
| Ngarlawongga (en)[2]      | Ngalawangka[1] | Australie-Occidentale                | Northwest               |
| Ngarrindjeri[1]           | Raminyeri (ou Ramindjeri (en)), Narrinyeri | En aval du fleuve Murray             | Riverine                |
| Ngaro (en)[2]             | | Queensland                           |                         |
| Ngathokudi (en)[2]        | | Queensland                           |                         |
| Ngatjan (en)[2]           | | Queensland                           |                         |
| Ngaun (en)[2]             | Ngawun[1] | Queensland                           | Gulf                    |
| Ngawait (en)[2]           | | Australie-Méridionale                |                         |
| Ngewin (en)[2]            | | Territoire du Nord                   |                         |
| Nggamadi (en)[2]          | | Queensland                           |                         |
| Ngintait (en)[2]          | | Australie-Méridionale                |                         |
| Ngiyambaa (en)            | Ngemba | Nouvelle-Galles du Sud               |                         |
| Ngoborindi (en)[2]        | Nguburinji[1] | Queensland                           | Gulf                    |
| Ngolibardu (en)[2]        | | Australie-Occidentale                |                         |
| Ngolokwangga (en)[2]      | | Territoire du Nord                   |                         |
| Ngombal (en)[2]           | Ngumbarl[1] | Australie-Occidentale                | Kimberley               |
| Ngormbur (en)[2]          | Ngombur[1] | Territoire du Nord                   | North                   |
| Ngugi (en)[2]             | | Queensland                           |                         |
| Ngulungbara (en)[2]       | | Queensland                           |                         |
| Ngunawal[1],[2]           | Ngunuwal, Ngoonawawal, Wonnawal, Nungawal, Yarr, Yass, Lake George, Five Islands, Molonglo, Gurungada | Australian Capital Territory         | Southeast               |
| Ngundjan (en)[2]          | Kunjen[1] | Queensland                           | West Cape               |
| Ngurawola (en)[2]         | | Queensland                           |                         |
| Ngurelban (en)[2]         | Ngurraiillam[1] | Victoria                             | Riverine                |
| Nguri (en)[1],[2]         | | Queensland                           | Riverine                |
| Ngurlu (en)[2]            | | Australie-Occidentale                |                         |
| Ngurunta (en)[2]          | | Australie-Méridionale                |                         |
| Niabali (en)[2]           | | Australie-Occidentale                |                         |
| Nimanburu (en)[1],[2]     | | Australie-Occidentale                | Kimberley               |
| Ninanu (en)[2]            | | Australie-Occidentale                |                         |
| Njakinjaki (en)[2]        | Nyaki-Nyaki[1] | Australie-Occidentale                | Southwest               |
| Njamal (en)[2]            | Nyamal[1] | Australie-Occidentale                | Northwest               |
| Njangamarda (en)[2]       | Nyangumarda[1] | Australie-Occidentale                | Desert                  |
| Njikena (en)[2]           | Nyikina[1] | Australie-Occidentale                | Kimberley               |
| Njulnjul (en)[2]          | Nyul Nyul[1] | Australie-Occidentale                | Kimberley               |
| Njunga (en)[2]            | | Australie-Occidentale                |                         |
| Njuwathai (en)[2]         | | Queensland                           |                         |
| Noala (en)[2]             | Nhuwala[1], Nhuwala-palyku | Australie-Occidentale                | Northwest               |
| Nokaan (en)[2]            | | Australie-Occidentale                |                         |
| Noongar                   | Njunga, Nyoongar, Nyungar, Noongar. Comprises dialectical groups:, Juat, Balardong, Njunga, Njakinjaki, Wilman, Pindjarup, Pibelman (Bibulmun, Bibbulmun), Keneang, Minang (Menang), Koreng, Warandi, Whadjuk. | Sud-ouest de l'Australie-Occidentale |                         |
| Norweilemil (en)[2]       | | Territoire du Nord                   |                         |
| Nuenonne (en)[1]          | South east | Tasmania                             | Tasmania                |
| Nukunu (en)[1],[2]        | | Australie-Méridionale                | Golfe Spencer           |
| Nunggubuju (en)[2]        | Nunggubuyu[1] | Territoire du Nord                   | Arnhem                  |
| Nunukul (en)[2]           | | Queensland                           | North Stradbroke Island |

### O
| Groupes linguistiques | Noms alternatifs ou (sous-)groupes de composants | Localisation géographique | Région AIATSIS |
| --------------------- | ------------------------------------------------ | ------------------------- | -------------- |
| Oitbi (en)[2]         |                                                  | Territoire du Nord        |                |
| Ola (en)[2]           | Worla[1]                                         | Australie-Occidentale     | Kimberley      |
| Olkolo (en)[2]        |                                                  | Queensland                |                |
| Ombila (en)[2]        |                                                  | Queensland                |                |
| Ongkarango (en)[2]    | Unggarangi[1]                                    | Australie-Occidentale     | Kimberley      |
| Ongkomi (en)[2]       | Unggumi[1]                                       | Australie-Occidentale     | Kimberley      |
| Otati (en)[2]         |                                                  | Queensland                |                |

### P
| Groupes linguistiques | Noms alternatifs ou (sous-)groupes de composants                                                                                | Localisation géographique                              | Région AIATSIS |
| --------------------- | --- | ------------------------------------------------------ | -------------- |
| Pakadji (en)[2]       | | Queensland                                             |                |
| Pandjima (en)[2]      | Banjima[1] | Australie-Occidentale                                  | Northwest      |
| Pangerang (en)[2]     | | Victoria                                               |                |
| Pangkala (en)[2]      | Banggarla[1] | Australie-Méridionale                                  | Golfe Spencer  |
| Paredarerme (en)[1]   | Oyster Bay | Tasmania                                               |                |
| Parundji (en)[2]      | Paruindji, Paruindi, Paruinji, Paroinge, Barundji[1], Barungi, Bahroonjee, Baroongee, Bahroongee, Barrengee, Parooinge, Barunga | Nouvelle-Galles du Sud                                 | Riverine       |
| Paiyungu (en)[2]      | Bayungu | Port Hedland (Australie-Occidentale)                   | Northwest      |
| Peerapper (en)[1]     | | Tasmania                                               |                |
| Peramangk (en)[1],[2] | | Australie-Méridionale                                  | Golfe Spencer  |
| Perrakee (en)         | | Inconnue (Australie-Occidentale ou Territoire du Nord) |                |
| Pibelmen (en)[1],[2]  | Bibbulman | Australie-Occidentale                                  | Southwest      |
| Pilatapa (en)[2]      | Pirlatapa[1] | Australie-Méridionale                                  | Eyre           |
| Pindiini (en)[2]      | | Australie-Occidentale                                  |                |
| Pindjarup (en)[2]     | Pinjareb, Pinjarup[1] | Australie-Occidentale                                  | Southwest      |
| Pini (en)[2]          | | Australie-Occidentale                                  |                |
| Pintupi (en)[1]       | Pintubi, Bindubi, Bindibu, Bindubu                                                                                              | Territoire du Nord                                     | Desert         |
| Pitapita (en)[2]      | Pitta-Pitta[1] | Queensland                                             | Eyre           |
| Pitjantjatjara[1]     | Pitjantjara, Pitjandjara[2] | Région d'Alice Springs                                 | Desert         |
| Pitjara (en)[2]       | Bidjara[1] | Queensland                                             | Northeast      |
| Pongaponga (en)[2]    | | Territoire du Nord                                     |                |
| Pontunj (en)[2]       | | Queensland                                             |                |
| Portaulun (en)[2]     | | Australie-Méridionale                                  |                |
| Potaruwutj (en)[2]    | | Australie-Méridionale                                  |                |
| Potidjara (en)[2]     | | Australie-Occidentale                                  |                |
| Punaba (en)[2]        | Punuba[1] | Australie-Occidentale                                  | Kimberley      |
| Puneitja (en)[2]      | | Territoire du Nord                                     |                |
| Punthamara (en)[2]    | | Queensland                                             |                |
| Pyemmairre (en)[1]    | | Nord-Est                                               | Tasmania       |

### R
| Groupes linguistiques | Noms alternatifs ou (sous-)groupes de composants | Localisation géographique | Région AIATSIS |
| --------------------- | ------------------------------------------------ | ------------------------- | -------------- |
| Rakkaia (en)[2]       |                                                  | Queensland                |                |
| Ramindjeri (en)[2]    |                                                  | Australie-Méridionale     |                |
| Rembarunga (en)[2]    | Rembarnga[1]                                     | Territoire du Nord        | Arnhem         |
| Ringaringa (en)[2]    |                                                  | Queensland                |                |
| Rungarungawa (en)[2]  |                                                  | Queensland                |                |

### S
| Groupes linguistiques | Noms alternatifs ou (sous-)groupes de composants | Localisation géographique | Région AIATSIS |
| --------------------- | ------------------------------------------------ | ------------------------- | -------------- |
| Spinifex (en)         | Pila Nguru                                       | Plaine de Nullarbor       | Southwest      |

### T
| Groupes linguistiques    | Noms alternatifs ou (sous-)groupes de composants                                                                                        | Localisation géographique | Région AIATSIS |
| ------------------------ | --- | ------------------------- | -------------- |
| Tagalag (en)[2]          | Takalak[1] | Queensland                | Gulf           |
| Tagoman (en)[2]          | | Territoire du Nord        |                |
| Taior (en)[2]            | Thaayorre[1] | Queensland                | West Cape      |
| Talandiji (en)           | Thalanyji[1], Talandji[2] | Australie-Occidentale     | Northwest      |
| Tanganekald (en)[2]      | | Australie-Méridionale     |                |
| Targari (en)[2]          | Tharrgari[1] | Australie-Occidentale     | Northwest      |
| Taribelang (en)[2]       | | Queensland                |                |
| Tatungalung[2]           | Tatungoloong | Victoria                  |                |
| Taungurong (en)[1],[2]   | | Victoria                  |                |
| Tedei (en)[2]            | | Australie-Occidentale     |                |
| Tenma (en)[2]            | | Australie-Occidentale     |                |
| Tepiti (en)[2]           | | Queensland                |                |
| Teppathiggi (en)[1]      | Tepiti[2] | Queensland                | West Cape      |
| Tharawal[1],[2]          | Darawal, Carawal, Turawal, Thurawal, Thurrawal, Thurrawall, Turuwal, Turuwul, Turrubul, Tutuwull, Ta-ga-ry, Five Islands                | Nouvelle-Galles du Sud    | Southeast      |
| Thaua (en)[2]            | Thawa, Tauaira, Thurga, Thoorga, Durga, Dhurga, Tharawal, Tadera-manji, Guyanagal, Guyangal-yuin, Murring, Katungal, Baianga, Paienbera | Nouvelle-Galles du Sud    |                |
| Thereila (en)[2]         | | Queensland                |                |
| Thiin (en)[1]            | | Australie-Occidentale     | Northwest      |
| Tirari (en)[2]           | Dhirari[1] | Australie-Méridionale     | Eyre           |
| Tjalkadjara (en)[2]      | Tjalkanti[1] | Australie-Occidentale     | Desert         |
| Tjapukai (en)[2]         | | Queensland                | Rainforest     |
| Tjapwurong (en)[2]       | Djabwurung[1] | Victoria                  | Riverine       |
| Tjeraridjal (en)[2]      | | Australie-Occidentale     |                |
| Tjial (en)[2]            | | Territoire du Nord        |                |
| Tjingili (en)[2]         | Jingili[1] | Territoire du Nord        | Desert         |
| Tjongkandji (en)[2]      | Tjungundji[1] | Queensland                | West Cape      |
| Tjupany[1]               | Madoidja (en) ? | Australie-Occidentale     | Desert         |
| Tjuroro (en)[2]          | Jurruru[1] | Australie-Occidentale     | Northwest      |
| Tommeginne (en)[1]       | North | Tasmania                  |                |
| Toogee (en)[1]           | Southwest | Tasmania                  |                |
| Totj (en)[2]             | | Queensland                |                |
| Tulua (en)[2]            | | Queensland                |                |
| Tunuvivi[2]              | Tiwi[1] | Territoire du Nord        | North          |
| Tyerremotepanner (en)[1] | | North Midlands            | Tasmania       |

### U
| Groupes linguistiques | Noms alternatifs ou (sous-)groupes de composants | Localisation géographique | Région AIATSIS |
| --------------------- | ------------------------------------------------ | ------------------------- | -------------- |
| Umbindhamu (en)[1]    | Barungguan[2]                                    | Queensland                | East Cape      |
| Umede (en)[2]         | Umida[1]                                         | Australie-Occidentale     | Kimberley      |
| Umpila (en)[1]        | Ombila[2]                                        | Queensland                | East Cape      |
| Undanbi (en)[2]       |                                                  | Queensland                |                |
| Unjadi (en)[2]        |                                                  | Queensland                |                |
| Uutaalnganu[1]        |                                                  | Queensland                | East Cape      |

### W
| Groupes linguistiques | Noms alternatifs ou (sous-)groupes de composants | Localisation géographique             | Région AIATSIS |
| --------------------- | --- | ------------------------------------- | -------------- |
| Wadere (en)[2]        | | Territoire du Nord                    |                |
| Wadikali (en)[2]      | Wadigali[1] | Evelyn Creek (Nouvelle-Galles du Sud) | Eyre           |
| Wadja (en)[2]         | Wadjigu[1] | Queensland                            | Northeast      |
| Wadjabangai (en)[2]   | | Queensland                            |                |
| Wadjalang (en)[2]     | Dharawala[1] | Queensland                            |                |
| Wadjari (en)[2]       | Watjarri[1] | Australie-Occidentale                 | Northwest      |
| Wagiman (en)[1]       | Wagoman[2] | Territoire du Nord                    | Fitzmaurice    |
| Wailpi (en)[2]        | | Australie-Méridionale                 |                |
| Wakabunga (en)[1],[2] | | Queensland                            | Gulf           |
| Wakaja (en)[2]        | Wakaya[1] | Territoire du Nord                    | Desert         |
| Wakaman (en)[2]       | | Queensland                            |                |
| Wakara (en)[2]        | | Queensland                            |                |
| Wakawaka (en)[2]      | Waka Waka[1] | Queensland                            | Northeast      |
| Walangama (en)[1],[2] | | Queensland                            | Gulf           |
| Walbanga (en)[2]      | Thurga, Thoorga, Bugellimanji, Bargalia, Moruya | Nouvelle-Galles du Sud                |                |
| Walgalu (en)[2]       | Walgadu, Wolgal, Wolgah, Tumut, Tumut River people, Guramal, Gurmal | Nouvelle-Galles du Sud                |                |
| Waljen (en)[2]        | | Australie-Occidentale                 |                |
| Walmadjari (en)[2]    | Walmatjarri[1] | Australie-Occidentale                 | Desert         |
| Walmbaria (en)[2]     | | Queensland                            |                |
| Walpiri (en)[2]       | Warlpiri[1] | Territoire du Nord                    | Desert         |
| Walu (en)[2]          | | Territoire du Nord                    |                |
| Waluwara (en)[2]      | Warluwarra[1] | Queensland                            | Desert         |
| Wambaia (en)[2]       | Wambaya[1] | Territoire du Nord                    | Desert         |
| Wanamara (en)[2]      | Wunumara[1] | Queensland                            | Gulf           |
| Wandandian (en)[2]    | Wandandian, Tharumba, Kurialyuin, Murraygaro, Jervis Bay | Nouvelle-Galles du Sud                |                |
| Wandarang (en)[2]     | | Territoire du Nord                    |                |
| Wandjira (en)[2]      | | Territoire du Nord                    |                |
| Wangaaybuwan (en)     | Wongaibon, Ngemba, Ngeumba, Ngiumba | Nouvelle-Galles du Sud                |                |
| Wangan (en)[1],[2]    | | Queensland                            | Northeast      |
| Wongi (en)[1]         | Wangatha | Australie-Occidentale                 | Desert         |
| Wanji (en)[2]         | Waanyi[1] | Territoire du Nord                    | Gulf           |
| Wanjiwalku (en)[2]    | Weyneubulkoo, Wonipalku, Wanyabalku, Wonjimalku, Pono, Pernowie, Pernowrie, Kongait, Tongaranka, Wandjiwalgu[1] | Nouvelle-Galles du Sud                | Riverine       |
| Wanjuru (en)[2]       | | Queensland                            |                |
| Wanman (en)[2]        | | Australie-Occidentale                 |                |
| Warakamai (en)[2]     | | Queensland                            |                |
| Waramanga (en)[2]     | Warumungu[1] | Territoire du Nord                    | Desert         |
| Wardal (en)[2]        | | Australie-Occidentale                 |                |
| Wardaman (en)[1],[2]  | | Territoire du Nord                    | Fitzmaurice    |
| Wardandi (en)[1],[2]  | | Australie-Occidentale                 | Southwest      |
| Wargamaygan (en)[1]   | Warakamai[2] | Queensland                            | Rainforest     |
| Wariangga (en)[2]     | Warriyangga[1] | Australie-Occidentale                 | Northwest      |
| Warkawarka (en)[2]    | | Victoria                              |                |
| Warki (en)[2]         | | Australie-Méridionale                 |                |
| Warlmanpa (en)[1]     | | Australie-Méridionale                 | Desert         |
| Warray (en)[1]        | | Territoire du Nord                    | Fitzmaurice    |
| Warungu (en)[2]       | | Queensland                            |                |
| Warwa (en)[1],[2]     | | Australie-Occidentale                 | Kimberley      |
| Wathaurong (en)[2]    | Wathawurrung, Wada Warrung, Wathaurong[1] | Geelong                               | Southeast      |
| Watiwati (en)[2]      | Wadi Wadi[1] | Victoria                              |                |
| Watta (en)[2]         | | Territoire du Nord                    |                |
| Waveroo (en)[1]       | | Nouvelle-Galles du Sud                | Riverine       |
| Wawula[1]             | | Australie-Occidentale                 | Desert         |
| Weilwan (en)          | Wailwan[1], Wayilwan, Weiwan, Wilwan, Wallwan, Wailwun, Waal-won, Wile wile, Wali, Waljwan, Ngiumba, Weilwan[2], Wailwan, Ngiyampaa Wailwan and Ngemba Wailwan | Nouvelle-Galles du Sud                |                |
| Wembawemba (en)[2]    | Wambawamba, Wamba Wamba, Womba, Weumba, Waamba, Waimbiwaimbi, Gourrmjanyuk, Gorrmjanyuk, Wemba Wemba[1] | Nouvelle-Galles du Sud                |                |
| Wenamba (en)[2]       | | Australie-Occidentale                 |                |
| Wenambal[2]           | Wembria | Australie-Occidentale                 |                |
| Weraerai (en)[2]      | Wiraiarai, Weraiari, Wirri-wirri, Wirraarai, Warlarai, Wolroi, Wolleri, Waholari, Wolaroo, Walarai, Juwalarai, Walari, Wolaroi, Woolaroi, Ginniebal | Nouvelle-Galles du Sud                |                |
| Whadjuk (en)[2]       | Wadjuk, Whajook, Wadjug, Wajuk[1] | Australie-Occidentale                 | Southwest      |
| Widi (en)[2]          | | Australie-Occidentale                 |                |
| Widjabal (en)[2]      | Noowidal, Nowgyujul, Waibra, Ettrick, Watji, Watchee | Nouvelle-Galles du Sud                |                |
| Wiilman (en)[1],[2]   | Weelman, Wilman | Australie-Occidentale                 | Southwest      |
| Wik (en)[1],[2]       | Wikapatja, Wikatinda, Wikepa, Wik-kalkan, Wiknatanja, Wikianji, Mimungkum, Wikmean, Wikampama | Queensland                            | West Cape      |
| Wikampama (en)[2]     | | Queensland                            |                |
| Wikapatja (en)[2]     | | Queensland                            |                |
| Wikatinda (en)[2]     | | Queensland                            |                |
| Wikepa (en)[2]        | | Queensland                            |                |
| Wikianji (en)[2]      | | Queensland                            |                |
| Wik-kalkan (en)[2]    | | Queensland                            |                |
| Wikmean (en)[2]       | | Queensland                            |                |
| Wikmunkan (en)[2]     | | Queensland                            |                |
| Wiknantjara (en)[2]   | | Queensland                            |                |
| Wiknatanja (en)[2]    | | Queensland                            |                |
| Wilawila (en)[2]      | | Australie-Occidentale                 |                |
| Wilingura (en)[2]     | | Territoire du Nord                    |                |
| Wilyakali (en)[2]     | Wiljakali, Wiljali[1], Wiljagali, Bo-arli, Bulali, Wilyali | Nouvelle-Galles du Sud                |                |
| Winduwinda (en)[2]    | Winda Winda[1] | Queensland                            | West Cape      |
| Wiradjuri[1],[2]      | Wiradyuri Wiradhuri Wiraduri, Wiradjeri, Wirrajerre, Wiradhari Wirra-dhari Wirradhurri, Wirraijuri, Wirrathuri Wiradthuri, Wiradtheri Wirathere, Wira-durei, Wira-shurri, Wirradgerry, Woradjeri Wooradjeri, Woorajuri, Woradjerg, Wirotheree, Wiratheri, Wi-ra jer-ree, Wirrai Durhai, Wagga | Central Nouvelle-Galles du Sud        | Riverine       |
| Wirangu (en)[1],[2]   | | Australie-Méridionale                 | Golfe Spencer  |
| Wirdinja (en)[2]      | | Australie-Occidentale                 |                |
| Wiri (en)[2]          | | Queensland                            |                |
| Wirngir (en)[2]       | | Australie-Occidentale                 |                |
| Wodiwodi (en)[2]      | Woddi Woddi, Illawarra, Tharawal | Nouvelle-Galles du Sud                |                |
| Wogait (en)[2]        | Worgait | Territoire du Nord                    |                |
| Wooptang[2]           | Wooptang Woobla | Australie-Occidentale                 |                |
| Wongaibon (en)[1]     | Wongai-bun, Wongabon, Wonghibone, Wonjhibon, Wonjibone, Wongi-bone, Wonghi, Wungai, Wuzai, Wozai, Mudall, Wangaaybuwan | Nouvelle-Galles du Sud                | Riverine       |
| Wongkadjera (en)[2]   | | Queensland                            |                |
| Wongkamala (en)[2]    | Wangkamana[1] | Territoire du Nord                    | Eyre           |
| Wongkanguru (en)[2]   | Wangkangurru[1] | Australie-Méridionale                 | Eyre           |
| Wongkumara (en)[2]    | Wangkumara[1] | Queensland                            | Eyre           |
| Wonnarua[1],[2]       | Wonnuaruah, Wannerawa, Wonarura, Wonnah | Région de l'Hunter                    | Southeast      |
| Worimi[1],[2]         | Warrimee, Warramie, Gadang, Kattang, Kutthung, Guttahn, Cottong, Wattung, Watthungk, Kutthack, Gingai, Gringai, Gooreenggai, Port Stephens tribe | Nouvelle-Galles du Sud                | Southeast      |
| Worora[1],[2]         | | Australie-Occidentale                 | Kimberley      |
| Wotjobaluk (en)[2]    | Wotjoballuk, Wergaia[1] | Victoria                              |                |
| Wudjari (en)[1],[2]   | | Australie-Occidentale                 | Southwest      |
| Wulgurukaba (en)[2]   | | Queensland                            |                |
| Wulili (en)[2]        | Wuli-wuli[1] | Queensland                            | Northeast      |
| Wulpura (en)[2]       | | Queensland                            |                |
| Wulwulam (en)[2]      | | Territoire du Nord                    |                |
| Wunambal (en)[2]      | Wunambul[1] | Australie-Occidentale                 | Kimberley      |
| Wuningargk[1]         | | Territoire du Nord                    | North          |
| Wurango (en)[2]       | | Territoire du Nord                    |                |
| Wurundjeri[2]         | Wirundjeri, Woiworung[1], Woiwurrong | Melbourne                             | Southeast      |
| Wuthathi (en)         | | Queensland                            | East Cape      |

### Y
| Groupes linguistiques | Noms alternatifs ou (sous-)groupes de composants | Localisation géographique                            | Région AIATSIS        |
| --------------------- | --- | ---------------------------------------------------- | --------------------- |
| Yamatji (en)          | Amangu, Badimia, Yamatji Marlpa, Baiyungu (Gnulli Claim), Budina, Gnulli, Malgana, Naaguja, Nanda, Thudgari, Yugunga-Nya, Wajarri Yamatji | Australie-Occidentale                                | Murchison et gascoyne |
| Yanda (en)[2]         | Janda[1] | Queensland                                           | Eyre                  |
| Yuguurtuu             | | Queensland                                           | East Cape             |
| Yadhaykenu (en)       | | Queensland et nord-est de Nouvelle-Galles du Sud     |                       |
| Yanyuwa (en)          | Anula, Janjula, Yanula, Yanuwa | Territoire du Nord                                   | Borroloola            |
| Yarra Yarra           | | Melbourne                                            |                       |
| Yaygirr (en)          | Yaegl | Clarence Valley, Nouvelle-Galles du Sud              | Southeast             |
| Yiman (en)            | | Queensland                                           |                       |
| Yiwara                | |                                                      | Desert                |
| Yolngu[1]             | Dangu[2] | Arnhem                                               |                       |
| Yorta Yorta (en)      | Bangerang, Jotijota[2], Yotayota, Yoorta, Gunbowers, Gunbowerooranditchgoole, Loddon, Ngarrimouro, Arramouro, Woollathura, Echuca tribe, Yota Yota, Kailtheban, Wollithiga, Moira, Ulupna, Kwat Kwat, Yalaba Yalaba, Nguaria-iiliam-wurrung, Yorta Yorta, Kamilaroi | Nouvelle-Galles du Sud, Victoria                     | Riverine              |
| Yuggera (en)[1]       | Jagara[2] | Queensland                                           | Northeast             |
| Yuin[1]               | Yuwin, Djiringanj[2], Dyirringan, Jeringin, Juwin, Thaua | Eurobodalla Shire, sud-est de Nouvelle-Galles du Sud | Southeast             |
| Yulparitja (en)[1]    | Nangatara[2] | Australie-Méridionale                                | Desert                |
| Yuwaalaraay (en)[2]   | Yualarai, Yualloroi, Yowaleri, Uollaroi, Youallerie, Yualari, Yualai, Yerraleroi, Yowalri, Euahlayi, Juwaljai, Yuwalyai, Wallarai, Wolleroi, Walleri, Wollaroi, Noongahburrahs, Yuwaaliyaay, Ualarai                                                                | Nouvelle-Galles du Sud                               |                       |